# 83 Leonis

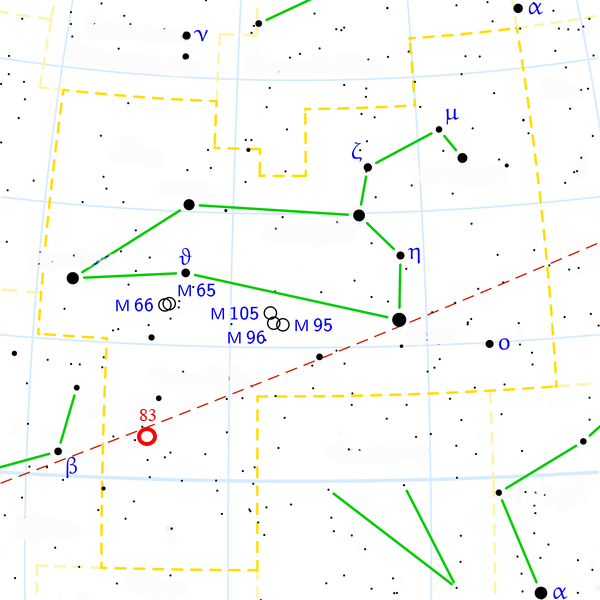
Đây là bản đồ của chòm sao Sư Tử, hệ sao 83 Leonis nằm ở vòng tròn màu đỏ

83 Leonis, viết tắt là 83 Leo, là một hệ sao đôi (sao nhị phân) cách Trái Đất khoảng 58 năm ánh sáng trong chòm sao Sư Tử. Ngôi sao thứ nhất trong hệ là một ngôi sao dưới khổng lồ, còn ngôi sao thứ hai là một ngôi sao lùn cam. Hai ngôi sao cách nhau ít nhất khoảng 515 đơn vị thiên văn. Hai ngôi sao được giả định là mát hơn Mặt Trời.
Năm 2005, một ngoại hành tinh được xác nhận đang quay quanh hệ sao này.
Năm 2010, hành tinh thứ hai đã được phát hiện.

## Thành phần hệ sao
Ngôi sao chính, 83 Leonis A, có cấp sao biểu kiến 6. Nó không thể nhìn thấy bằng mắt thường từ Trái Đất, nhưng dễ nhìn thấy bằng một ống nhòm nhỏ. Ngôi sao này được phân loại là sao dưới khổng lồ, có nghĩa là nó đã ngừng tổng hợp hydro trong lõi và đang phát triển với màu đỏ hơn.
Ngôi sao thứ hai, 83 Leonis B, có độ sáng biểu kiến 8, hơi thấp (0.88 MMặt Trời), nhỏ hơn và mát hơn so với Mặt Trời. Chỉ có thể nhìn thấy bằng ống nhòm hoặc thiết bị tốt hơn. Hai ngôi sao A và B có chuyển động riêng, chứng minh chúng là một cặp vật lý. Khoảng cách giữa hai ngôi sao được giả định là 515 AU, trên thực tế con số này còn lớn hơn nữa.
Có thêm một vật thể khác có độ biểu kiến 14.4 được liệt kê trong Catalog Double Star Washington. Tuy nhiên, ngôi sao này đang di chuyển theo một hướng khác và do đó không phải là một thành viên trong hệ sao.

## Hệ hành tinh
Hành tinh 83 Leonis Bb được nhóm nghiên cứu California and Carnegie Planet Search tìm thấy vào tháng 1 năm 2005, sử dụng các phương pháp phát hiện ngoại hành tinh. Khối lượng tối thiểu của các hành tinh nhỏ hơn một nửa so với Sao Thổ. Nó quay quanh ngôi sao, hoàn thành quỹ đạo sau 17 ngày.
Năm 2010, hành tinh 83 Leonis Bc được phát hiện.
| Thiên thể đồng hành (thứ tự từ ngôi sao ra) | Khối lượng         | Bán trục lớn (AU) | Chu kỳ quỹ đạo (ngày) | Độ lệch tâm | Độ nghiêng | Bán kính |
| ------------------------------------------- | ------------------ | ----------------- | --------------------- | ----------- | ---------- | -------- |
| b                                           | ≥ 0.087 ± 0.006 MJ | 0.12186 ± 0.00002 | 17.054 ± 0.003        | 0.13 ± 0.07 | —          | —        |
| c                                           | ≥ 0.36 ± 0.06 MJ   | 5.4 ± 0.5         | 4970 ± 744            | 0.1 ± 0.2   | —          | —        |